# Ipatí
Ipatí ist eine Ortschaft im Departamento Santa Cruz im südamerikanischen Anden-Staat Bolivien.

## Lage im Nahraum
Ipatí ist der zentrale Ort des Kanton Ipatí (auch: Aquio) im Municipio Lagunillas in der Provinz Cordillera. Die Ortschaft liegt auf einer Höhe von 1082 m westlich des niedrigen Höhenzuges der Serranía Caro Huaycho in einem nord-südlich verlaufenden Längstal, in dem 32 Kilometer weiter südlich auch die Stadt Camiri liegt. Die durch Ipatí führenden Bäche fließen vorwiegend in west-östlicher Richtung und führen im Wesentlichen nur in der Feuchtezeit Wasser.

## Geographie
Ipatí liegt zwischen den östlichen Vorgebirgsrändern der bolivianischen Cordillera Central am Westrand des bolivianischen Tieflandes. Das Klima ist subtropisch, die sechsmonatige Feuchtezeit reicht von November bis April und die Trockenzeit von Mai bis Oktober.
Die Jahresdurchschnittstemperatur beträgt 23 °C, mit 17 bis 18 °C von Juni bis Juli und über 26 °C von November bis Dezember. Der Jahresniederschlag beträgt knapp 900 mm, feuchteste Monate sind Dezember und Januar mit 175 mm und trockenste Monate Juli und August mit knapp 10 mm (siehe Klimadiagramm Camiri).

## Verkehrsnetz
Ipatí liegt in einer Entfernung von 255 Straßenkilometern südlich von Santa Cruz, der Hauptstadt des gleichnamigen Departamentos.
Von Santa Cruz führt die asphaltierte Nationalstraße Ruta 9 in südlicher Richtung über Cabezas und Ipitá bis zum Abzweig der Ruta 6 bei der Ortschaft Ipatí. Die Ruta 9 führt weiter in südlicher Richtung nach Yacuiba an der argentinischen Grenze, die Ruta 6 nach Nordwesten über das nahe gelegene Lagunillas nach Sucre und Oruro.

## Bevölkerung
Die Einwohnerzahl der Ortschaft ist in den vergangenen beiden Jahrzehnten um knapp die Hälfte angestiegen:
| Jahr | Einwohner | Quelle       |
| ---- | --------- | ------------ |
| 1992 | 397       | Volkszählung |
| 2001 | 537       | Volkszählung |
| 2012 | 546       | Volkszählung |
| 2024 |           | Volkszählung |

Die Region weist einen hohen Anteil an Guaraní-Bevölkerung auf, im Municipio Lagunillas sprechen 52,8 Prozent der Bevölkerung Guaraní.